# Maurice Pain
Pour les articles homonymes, voir Pain (homonymie).
Maurice Pain est un homme politique français né le 22 septembre 1866 à Romagne (Vienne) et décédé le 10 août 1948 à Champoulet (Loiret).
Avocat, propriétaire terrien, il est conseiller général du canton de Couhé et député de la Vienne de 1898 à 1906 et de 1910 à 1919, inscrit au groupe de l'Action libérale.

## Sources
- « Maurice Pain », dans le Dictionnaire des parlementaires français (1889-1940), sous la direction de Jean Jolly, PUF, 1960 [détail de l’édition]